# Top (album)
Top è il secondo album in studio del rapper statunitense YoungBoy Never Broke Again pubblicato l'11 settembre 2020 tramite Never Broke Again e Atlantic Records.

## Descrizione
Top, terzo progetto del rapper del 2020 (dopo Still Flexin, Still Steppin e 38 Baby 2) è stato anticipato da tre singoli estratti pubblicati tra il 3 agosto e il 1º settembre. L'album vede le collaborazioni dei rapper statunitensi Snoop Dogg e Lil Wayne. È composto da 21 tracce ed è stato prodotto da 42 produttori discografici e disc jockey come Neeko Baby, JetsonMade e Internet Money.

## Tracce
1. Drug Addiction – 2:44 (Kentrell Gaulden, Christoffer Marcussen, Lazybeats)
2. Cross Roads – 2:48 (Gaulden, Keenan Webb, Joseph Boyden, Trauma Tone)
3. The Last Backyard... – 2:36 (Gaulden, TayTay)
4. Right Foot Creep – 2:39 (Gaulden, TayTay)
5. Dirty Stick – 2:49 (Gaulden, Sven Steenbergen, AB on the beat, D-Roc)
6. Kacey Talk – 2:31 (Gaulden, Julia Lewis, Jason Goldberg, Sebastian Lopez)
7. My Window (feat. Lil Wayne) – 3:12 (Gaulden, Dwayne Carter Jr., Samuel Jimenez, Tenroc)
8. I'm Up – 2:26 (Gaulden, Wesley Glass, Aaron Selva)
9. Off Season – 2:38 (Gaulden, Aaron Lockhart Jr., Michael Laury, Jonnie Hope)
10. All In – 2:36 (Gaulden, Luke Clay, Michael O'Brien, Brandon Russell)
11. Dead Trollz – 3:29 (Gaulden, Sterling van Reynolds, Lukas Payne, Jarrian Thompson)
12. Fuck Ya! – 3:04 (Gaulden, Allen Kelly, Gregory Sanders, WassamWop)
13. Big Bankroll – 3:20 (Gaulden, BJ Beatz, BxsedJay, Kendrell Mattox,)
14. Boom – 2:28 (Gaulden, Braylen Rembert, Sanders)
15. Reaper's Child – 3:23 (Gaulden, Tim Gomringer, Kevin Gomringer, Jack Lomastro, Vincent Dean Verdi, Wallis Lane)
16. Murder Business – 2:12 (Gaulden, India Williams, Gregory Sanders)
17. Sticks with Me – 2:49 (Gaulden, Don'Taye Shephard, Daniel Wright)
18. House Arrest Tingz – 2:48 (Gaulden, Brian Carroll, Tevin Revell)
19. To My Lowest – 3:05 (Gaulden, Mattox, Dzimi)
20. Peace Hardly – 2:42 (Gaulden, Tahj Morgan, Danny Snodgrass, Jr, Humblebee, Dondre Moore)
21. Callin (feat. Snoop Dogg) – 2:23 (Gaulden, Calvin Broadus, Jr., Verdi, Paimon Jahanbin, Nima Jahanbin, Jason Goldberg, Cassio Lopes)

## Successo commerciale
Top ha debuttato al numero uno della Billboard 200 negli Stati Uniti con 126.000 unità vendute nella sua prima settimana, diventando il terzo album numero uno di YoungBoy in assoluto, nonché il suo secondo album numero uno nel 2020.

## Classifiche

### Classifiche settimanali
| Classifiche (2020) | Posizione massima |
| ------------------ | ----------------- |
| Belgio (Fiandre)   | 167               |
| Canada             | 4                 |
| Francia            | 146               |
| Paesi Bassi        | 50                |
| Regno Unito        | 62                |
| Stati Uniti        | 1                 |

### Classifiche di fine anno
| Classifica (2021) | Posizione |
| ----------------- | --------- |
| Stati Uniti       | 64        |